# Andrzej Skiba
Andrzej Józef Skiba (ur. 17 marca 1948 w Wesołej) – polski duchowny rzymskokatolicki, doktor teologii, archiprezbiter.

## Życiorys
Urodził się 17 marca 1948 w Wesołej. W rodzinnej miejscowości ukończył szkołę podstawową. W 1966 zdał maturę w Liceum Ogólnokształcącym w Dynowie. Od tego roku kształcił się w Wyższym Seminarium Duchownym w Przemyślu. 17 czerwca 1972 otrzymał święcenia kapłańskie wraz z m.in. Edwardem Białogłowskim i Józefem Ziębą, udzielone im przez bpa diecezjalnego Ignacego Tokarczuka. Pełnił posługę kapłańską w parafii św. Marcina w Krościenku Wyżnem w latach 1972-1974, następnie w parafii Trójcy Przenajświętszej w Krośnie w latach 1974-1982. W tych lat pełnił funkcję katechety, ponadto pełnił funkcję kapelana parafialnego Klubu Inteligencji Katolickiej w Krośnie. W latach 1982–1985 odbył studia z zakresu teologii duchowości w Sekcji Teologii Życia Wewnętrznego na Wydziale Teologii Katolickiego Uniwersytetu Lubelskiego. W 1984 uzyskał tytuł magistra na podstawie pracy pt. Doskonałość życia chrześcijańskiego według ks. Karola Antoniewicza (1807-1852), a w 1985 po odbyciu studiów doktoranckich przedstawił rozprawę zatytułowaną Model życia chrześcijańskiego według ks. Bronisława Markiewicza (1842-1912), na podstawie której 21 czerwca 1991 otrzymał na KUL stopień doktora nauk teologicznych w zakresie teologii duchowości. Po studiach pracował w macierzystym Wyższym Seminarium Duchownym w Przemyślu, gdzie udzielał się jako ojciec duchowny od 1985 do 1996, wykładowca teologii duchowości (do 2001) i teologii moralnej (trzy lata). W 1986 objął funkcję dyrektora Unii Apostolskiej Kapłanów. Od 1989 do 1991 zasiadał w Komisji ds. Życia Kapłańskiego i Życia Konsekrowanego.

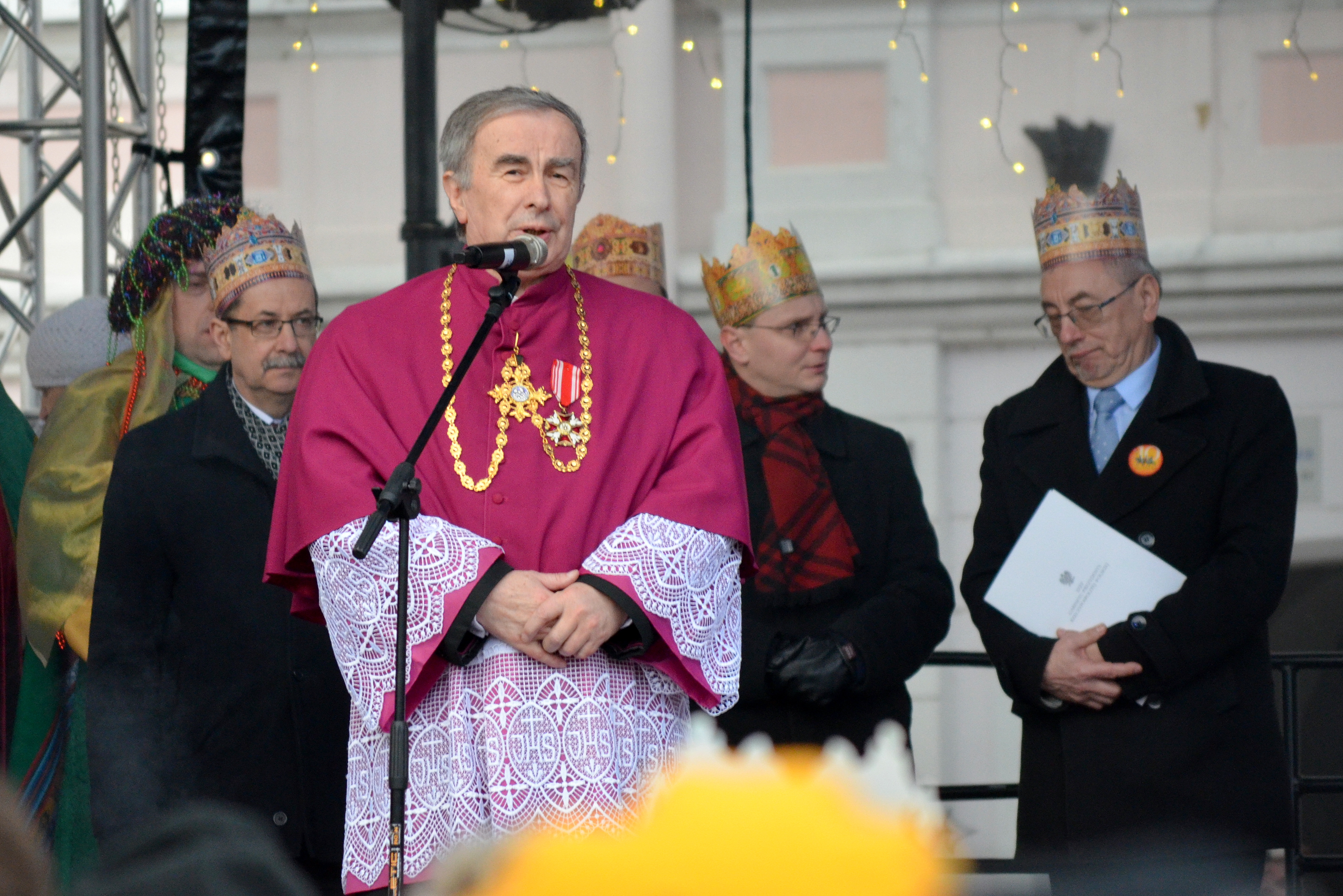
Ks. Andrzej Skiba udekorowany Orderem Świętego Stanisława (2018)

Od 18 sierpnia 1996 do 1998 był proboszczem parafii św. Michała Archanioła w Kańczudze i dziekanem Dekanatu Kańczuga. W tym miejscu opiekował się również tamtejszą grupą Akcji Katolickiej. 29 listopada 1998 objął funkcję proboszcza parafii Przemienienia Pańskiego w Sanoku, działającej w kościele pod tym wezwaniem. Po przyjściu do Sanoka został wicedziekanem Dekanatu Sanok I, a 28 września 2000 objął funkcję dziekana Dekanatu Sanok I. Ponadto 10 maja 1999 został wizytatorem nauki religii. Objął funkcje sędziego Sądu Metropolitalnego, egzorcysty (od stycznia 2002), archiprezbitera. 8 listopada 2004 został ojcem duchownym kapłanów Archidiecezji Przemyskiej, zaś 21 grudnia 2005 członkiem Rady Kapłańskiej AP. Został również członkiem Instytutu Teologicznego w Przemyślu. Ogłosił szereg publikacji, prócz tego jego artykuły wydano w „Kronice Archidiecezji Przemyskiej”. W Sanoku działał w redakcji międzyparafialnego katolickiego tygodnika „Głos Ziemi Sanockiej” wydawanego od 2000 przy franciszkańskiej parafii Podwyższenia Krzyża Świętego i Matki Bożej Pocieszenia, później został redaktorem tygodnika „Góra Przemienienia”, wydawanego przez 15 lat od lipca 2003 do lipca 2018 przy macierzystej parafii Przemienienia Pańskiego w Sanoku. W trakcie swojej posług kapłańskiej wykładał w Instytucie Wyższej Kultury Religijnej w Stalowej Woli (teologia duchowości), w Krośnie, w Studium Katechetycznym w Przemyślu, w Ludowym Instytucie Katolickim Archidiecezji Przemyskiej im. błog. bpa Józefa Sebastiana Pelczara w Lesku (2000-2003), w Państwowej Wyższej Szkole Zawodowej im. Jana Grodka w Sanoku (religia euroregionu od 2002 do roku akademickiego 2008/2009). W 2002 zasiadł w Radzie Muzeum Budownictwa Ludowego w Sanoku. W 2012 obchodził jubileusz 40. rocznicy święceń kapłańskich. Po przekroczeniu 70. roku życia w 2018 roku, opierając się na prawie w archidiecezji przemyskiej, podjął decyzję o ustąpieniu z urzędu proboszcza sanockiej parafii, jednocześnie postanawiając o pozostaniu na emeryturze w Sanoku.

## Publikacje
- Drogi Sługi Bożego ks. Jana Balickiego do świętości (1989)[17]
- Pielgrzymka kapłańska Rzeszów – Rzym. 31.01–09.02.1997 (1997)[3]
- Pielgrzymka do Ziemi Świętej kapłanów diecezji rzeszowskiej, przemyskiej i sandomierskiej pod przewodnictwem J.E. ks. bp Edwarda Białogłowskiego (1998)[18][3]
- Wspomnienia z kapłańskiej pielgrzymki do Fatimy (25.01. - 01.02.2001 r.) (2004)[19]
- Dom swój budował na skale. Wspomnienia z Pielgrzymki do Rzymu na koronację Św. Józefa Sebastiana Pelczara, 18 maja 2003 r. (2004)[20][3]
- Sługa Najwyższego Kapłana. Na 60-lecie posługi kapłańskiej Księdza Prałata Adama Sudoła (2004)[21][3]
- Dobroczynna działalność Towarzystwa Pomocy im. św. Brata Alberta w Sanoku w XV rocznicę jego powstania (2006)[22][23]
- Pielgrzymując do Maryjnych Sanktuariów Europy (2008)[3]
- Rys historyczny posługi duszpasterskiej przy kościele Przemienienia Pańskiego w Sanoku w latach 1857-1998 (2010)[24]
- Pielgrzymka do korzeni Księgi, do Ziemi Jezusa i Kościoła Apostolskiego kapłanów diecezji: przemyskiej rzeszowskiej i sandomierskiej, z inicjatywy ks. bpa Edwarda Białogłowskiego, pod przewodnictwem o. Władysława Waśko OFM 27.01.2012–03.02.2012 (2012)

## Wyróżnienia
- Expositorium Canonicale (10 września 1986)[3]
- Rochettum et Mantolettum (24 lutego 1989)[3]
- Honorowy Kanonik Brzozowskiej Kapituły Kolegiackiej (22 lutego 2002)[3]
- Złota odznaka honorowa TG „Sokół” w Sanoku (2017)[25]
- Medal okolicznościowy Święta Policji w Sanoku (2017)[26]
- Tytuł Honorowego Obywatelstwa Królewskiego Wolnego Miasta Sanoka (2018, uchwałą Rady Miasta Sanoka)[27][28][29]
- Krzyż Komandorski Orderu Świętego Stanisława (około 2016-2018[30], udekorowany w 2017[31])